# Ettore Tolomei

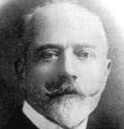
Tolomei 1938

Ettore Tolomei (* 16. August 1865 in Rovereto, Kaisertum Österreich; † 25. Mai 1952 in Rom) war ein italienischer Politiker, Senator, Nationalist und Faschist. 1937 wurde er als Conte della Vetta geadelt. Als Verfechter der Brennergrenze und der Italianisierung Südtirols wurde er von deutscher Seite auch als „Totengräber Südtirols“ und wegen seiner Ortsnamenübersetzungen als „Ortsnamensfälscher“ bezeichnet. Auf italienischer Seite wird er dagegen häufig als Patriot betrachtet.

## Leben
Tolomei wurde 1865 als Sohn einer Familie geboren, die aus der Toskana nach Rovereto ausgewandert war. Während seines Studiums der Geographie und Geschichte sowie der Sprachwissenschaften und Literatur in Florenz und Rom wurde er zum Verfechter der These, dass die Staatsgrenze gemäß der Wasserscheide am Alpenhauptkamm zu ziehen sei. 1890 wurde Tolomei Herausgeber der nationalistischen italienischen Zeitschrift La Nazione Italiana. Bereits 1901 begann er intensiv mit seinen Bestrebungen der Einverleibung Südtirols ins italienische Königreich. Dazu zählten vor allem die Übersetzungen aller geografischen Bezeichnungen ins Italienische und in sehr vielen Fällen mangels historischer Namen auch italienische Neubenennungen, um die angebliche Italianità des gesamten Gebietes bis zum Alpenhauptkamm zu untermauern.
1904 bestieg Tolomei den Klockerkarkopf im hinteren Ahrntal, bezeichnete sich als Erstbesteiger und benannte den Berg Vetta d’Italia („Spitze Italiens“), tatsächlich war der Berg bereits 1895 von Fritz Koegel und dem Bergführer Franz Hofer bestiegen worden.
1906 gründete er das Archivio per l’Alto Adige mit Sitz in Montan im Südtiroler Unterland. Dort hatte er im Weiler Glen im Jahr 1905 den Thalerhof gekauft, den er rasch in einem antikisierenden Stil umzubauen begann.
Nach dem Ausbruch des Ersten Weltkriegs übersiedelte Tolomei nach Rom und arbeitete nach dem Kriegseintritt Italiens im Jahre 1915 als Freiwilliger im italienischen Generalstab. 1916 wurde er offiziell mit der Erstellung des Prontuario dei nomi locali dell’Alto Adige betraut, in dem unter anderem alle Südtiroler Orte, Berge, Flüsse und Gewässer mit größtenteils erfundenen italienischen Bezeichnungen versehen wurden. Diese Bezeichnungen sind seit 1923 amtlich.
In Südtirol ist bis heute die Ansicht weit verbreitet, der Name Vetta d’Italia habe den in Geografie und Geschichte Europas recht wenig bewanderten US-Präsidenten Woodrow Wilson bei den Verhandlungen zum Friedensvertrag von St. Germain 1919 von der Legitimität der Brennergrenze überzeugt.
Nach Kriegsende und nachdem Südtirol im Friedensvertrag von St. Germain 1919 Italien zugesprochen worden war, begann er als Leiter des Commissariato Lingua e Cultura per l’Alto Adige mit den ersten konkreten Italianisierungsmaßnahmen. Die Machtergreifung des Faschismus 1922 eröffnete ihm umfangreiche Möglichkeiten, sein Programm zur „Assimilierung“ der Südtiroler Bevölkerung und auch der Sprachinseln der Zimbern im Trentino (Lusern, Fersental), Venetien (Sappada, Sieben Gemeinden, Dreizehn Gemeinden) und Friaul (Timau, Sauris) durchzusetzen (unter anderem Verbot der deutschen Schule, Italianisierung nicht nur der geografischen Namen, sondern auch der Vor- und Familiennamen).
Ab 1919 war Tolomei Mitglied der faschistischen Partei in der Provinz Bozen. Am 15. Juli 1923 präsentierte Tolomei in Bozens Stadttheater einen zusammen mit dem Rassentheoretiker und Antisemiten Giovanni Preziosi ausgearbeiteten und vom Großrat des Faschismus abgesegneten Maßnahmenkatalog zur Italianisierung Südtirols:
1. Vereinigung des Alto Adige und des Trentino in einer einzigen Provinz mit Hauptstadt Trient.
2. Ernennung italienischer Gemeindesekretäre.
3. Revision der (Staatsbürgerschafts-)Optionen und Schließung der Brennergrenze für alle Personen, denen die italienische Staatsbürgerschaft nicht zuerkannt worden war.
4. Einreise- und Aufenthaltserschwernisse für Deutsche und Österreicher.
5. Verhinderung der Einwanderung Deutscher.
6. Revision der Volkszählung von 1921.
7. Einführung des Italienischen als Amtssprache.
8. Entlassung der deutschen Beamten bzw. Versetzung in die alten Provinzen.
9. Auflösung des „Deutschen Verbandes“.
10. Auflösung aller Alpenvereine, die nicht dem italienischen Alpenverein unterstanden; Übergabe der Schutzhütten an den italienischen Alpenverein.
11. Verbot des Namens „Südtirol“ und „Deutsch-Südtirol“.
12. Einstellung der in Bozen erscheinenden Tageszeitung „Der Tiroler“.
13. Italianisierung der deutschen Ortsnamen.
14. Italianisierung der öffentlichen Aufschriften.
15. Italianisierung der Straßen- und Wegbezeichnungen.
16. Italianisierung der verdeutschten Familiennamen.
17. Entfernung des Walther-Denkmals vom Bozner Waltherplatz.
18. Verstärkung der Carabinieritruppe unter Ausschluss deutscher Mannschaften.
19. Begünstigung von Grunderwerb und Zuwanderung von Italienern.
20. Nichteinmischung des Auslandes in Südtiroler Angelegenheiten.
21. Beseitigung deutscher Banken, Errichtung einer italienischen Bodencreditbank.
22. Errichtung von Grenzzollämtern in Sterzing und Toblach.
23. Großzügige Förderung der italienischen Sprache und Kultur.
24. Errichtung italienischer Kindergärten und Volksschulen.
25. Errichtung italienischer Mittelschulen.
26. Strenge Kontrolle von Auslands-Hochschuldiplomen.
27. Ausbau des Istituto di Storia per l’Alto Adige.
28. Änderung des Gebietsumfangs des Bistums Brixen und strenge Kontrolle der Aktivität des Klerus.
29. Verwendung des Italienischen bei Prozessen und vor Gericht.
30. Staatliche Kontrolle der Handelskammer Bozen und der landwirtschaftlichen Körperschaften (Corporazioni).
31. Umfangreiche Programme für neue Eisenbahnknoten, um die Italianisierung des Alto Adige zu erleichtern (Bahnprojekte Mailand-Mals, Veltlin-Brenner, Agordo-Brixen).
32. Steigerung des Truppenbestandes im Alto Adige.

Für seine Verdienste um die Nation wurde Tolomei von den Faschisten zum Senator ernannt und im Jahr 1938 von König Viktor Emanuel III. zum Conte della Vetta („Graf des Gipfels“) geadelt. Er erhielt 1920 den Komtursorden und 1931 den Großkomturorden des Ordens der Krone von Italien.
1936 publizierte Tolomei mit seinem Elenco dei cognomi dell'Alto Adige – Restituzione del cognome atesino ein Tausende von deutsch- und ladinischsprachigen Familiennamen umfassendes Verzeichnis, das die Italianisierungspolitik in Südtirol durch die Übersetzung des gesamten Namenbestandes abschließen sollte (nach dem Muster Huber → Dallacorte, Schmid → Fabbri, Waldner → Boscaroli etc.), aber nur partiell zur Anwendung kam.
Von Anfang an betrieb Tolomei einen intensiven Kult um den römischen Feldherrn Drusus, der 15 v. Chr. durch ausgedehnte militärische Operationen große Teile des Alpenraums in das Römische Reich eingliedern konnte. Über die forcierte Erinnerung an diesen römischen Eroberer wollte Tolomei aufzeigen, dass Südtirol seit römischer Zeit dem italienischen Sprach- und Kulturraum angehörte.
Nach dem Einmarsch deutscher Truppen in Italien 1943 wurde Tolomei von der deutschen Wehrmacht verhaftet und in einem Sanatorium im Thüringer Wald interniert. 1945 wurde er befreit und übergab die Leitung des Archivio per l’Alto Adige an den Sprachwissenschaftler Carlo Battisti.

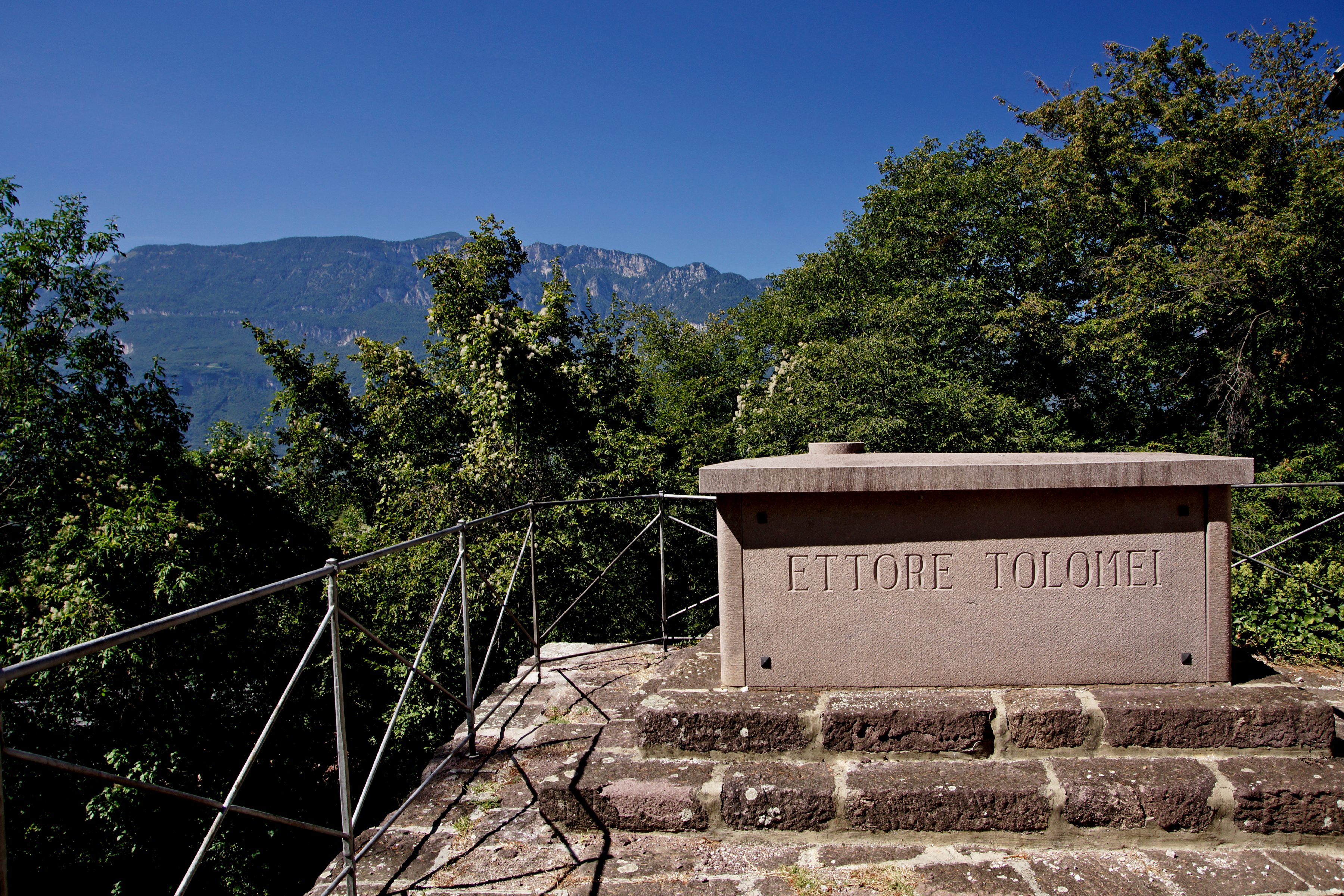
Sarkophag von Ettore Tolomei (1868–1952) in Neumarkt-Montan/Südtirol

Er behielt seinen Titel als Senator, den er während der Faschistenzeit erhalten hatte, und wurde wiederum Berater der italienischen Regierung.
Laut seinem Testament wollte Tolomei mit dem Gesicht nach Norden bestattet werden, „um zu sehen, wie der letzte Südtiroler über den Brenner gejagt wird“. Er starb am 25. Mai 1952, wurde am 26. Mai 1952 mit einem Staatsbegräbnis geehrt und in Montan – in eine altrömische Toga gekleidet – begraben. Sein Grab wurde 1957 geschändet. 1979 wurde es von unbekannten Tätern gesprengt, sein einbalsamierter Leichnam wurde dabei über die Friedhofsmauer geschleudert. Laut Auskunft der Gemeinde Montan wurde für sein Grab seit dem Begräbnis keine Instandhaltungs- oder Konzessionsgebühr bezahlt. Daraus ergab sich die Forderung, dass das Grab in Einklang mit der Friedhofsordnung aufgelassen werden solle.

## Schriften (Auswahl)
- Ettore Tolomei: Memorie di vita. Garzanti, Milano 1948. (Autobiographie)

## Filme
- Franz J. Haller, Ludwig Walther Regele: Dokumentarfilm Ettore Tolomei und der italienische Nationalismus in Südtirol (76 min), Deutsch. Fernsehfassung RAI-Sender Bozen (2004). 2009 Version in ladinischer Sprache.